# Schrenk (Fluss)
Der Schrenk (russisch Шренк) ist ein 372 km langer linker Nebenfluss der Unteren Taimyra auf der Taimyrhalbinsel im Norden Russlands.

## Verlauf
Der Schrenk hat seinen Ursprung in einem See im Bergland, das den Nordwestteil der Taimyrhalbinsel einnimmt. Er fließt in östlicher Richtung durch die Tundralandschaft, wobei er im Mittellauf den etwa 300 m hohen Geologischen Rücken (Grjada Geologitscheskaja) schneidet und dann das Tiefland nördlich des Topografischen Rückens (Grjada Topografitscheskaja) quert. Beide Bergrücken verlaufen nördlich parallel zum Byrrangagebirge, dem bedeutendsten Gebirge der Halbinsel. Der Fluss mündet schließlich mehr als 750 km nordnordöstlich von Norilsk in die Untere Taimyra, etwa auf halber Strecke zwischen Taimyrsee und der Mündung der Taimyra in die Karasee.
Das Einzugsgebiet des Flusses umfasst 11800 km². Die bedeutendsten Nebenflüsse sind die Mamonta („Mammutfluss“, 168 km) von links sowie Moskwitschka (74 km), Possadotschnaja (84 km), Grjadowaja (94 km) und Grawijnaja (93 km) von rechts.
Der Schrenk durchfließt ein faktisch unbesiedeltes Gebiet ohne jegliche Infrastruktur, das zur Region Krasnojarsk gehört. Der Fluss wurde vom Forschungsreisenden Alexander Theodor von Middendorff (1815–1894), der im August 1843 die Untere Taimyra bis zur Karasee hinab und wieder zurück zum Taimyrsee befuhr, nach dem Naturforscher Alexander von Schrenk (1816–1876) benannt.